# Fear, and Loathing in Las Vegas
Fear, and Loathing in Las Vegas (フィアー·アンド·ロージング·イン·ラスベガス), también conocida como FALILV, es una banda japonesa de electronicore, formada en Kōbe, Prefectura de Hyōgo, durante 2008. La banda actualmente consiste del vocalista So, el tecladista Minami, el guitarrista Taiki, el baterista Tomonori y el bajista Tetsuya. Son más conocidos por su considerable uso del vocoder y los sintetizadores, y su característica combinación con rasgos y ritmos de la música emo/metalcore y rave.

## Historia
Fundada en el verano del 2008, Fear, and Loathing in Las Vegas sería originalmente formada por miembros de las bandas Ending for a Start, Fixed All Things y Blank Time. Un año más tarde, tras una larga búsqueda, So (Ex-Guitarrista de Bombreligion) se uniría como el sexto miembro.
El 24 de noviembre del 2010, la banda estrenó su Álbum Debut de estudio titulado "Dance & Scream", a través de la discografía VAP, logrando la atención de muchas audiencias en su primera semana, haciendo que el luchador PAC empezara a usar su canción "Evolution ~Entering the New World~" como su tema de entrada mientras trabajaba para Dragon Gate.
El 13 de julio del año 2011, la banda estrenó su 2.º EP titulado "NEXTREME", haciendo que este ganara su debut en la posición n.º 8 en la tabla Oricon, consiguiendo más de 12.126 copias vendidas en su primera semana, como también logró ganar los CD Shop Awards para la categoría New Blood en 2012, haciendo que su canción "Jump Around" fuera seleccionada para ser parte de la banda sonora del videojuego "Pro Evolution Soccer 2012 "(en Asia: World Soccer: Winning Eleven 2012) como 4.ª pista. Mientras que la canción "Chase the Light!" sería usada como tema de apertura para el anime Gyakkyō Burai Kaiji: Hakairoku-hen. Y a finales de 2011, la canción "Just Awake" funcionaría como tema de cierre para el reboot del anime Hunter × Hunter; un sencillo el cual sería lanzado más tarde en 2012, junto con la canción "Break Out Your Stained Brain".
El 11 de enero del 2012, la banda lanzaría su Single llamado "Just Awake/Acceleration", el cual contaría con 2 pistas del mismo nombre, solo que la pista "Just Awake", que originalmente estaba en su versión japonés, estaría en su versión en inglés, para que luego la banda anunciara el 22 de junio de 2012 el lanzamiento de su 2.º Álbum. El 8 de agosto del mismo año, la banda finalmente estrena su 2.º Álbum titulado "All ThaT We Have Now", logrando la posición n.º 4 en la tabla Oricon, vendiendo más de 23.525 copias en su primera semana de lanzamiento. En 2013, la banda anuncia en su página oficial que su Bajista MA$HU, dejaría la banda por razones desconocidas, para que más tarde ese mismo año fuera reemplazado por Kei.
En abril de 2013, la banda anunció el lanzamiento de su primer DVD, llamado "The Animals in Screen" programado para estar a la venta el 26 de junio del mismo año, el cual contaría con la grabación de se show en vivo de su 2.º Álbum. El 26 de octubre, la banda anunció un nuevo Single llamado "Rave-up Tonight", el cual sería lanzado en 15 de enero de 2014, donde este contaría con Remixes de su 1.er y 2.º Álbum, como también de su 2.º EP, logrando debutar en la posición n.º 4 en la tabla Oricon, vendiendo más de 19.409 copias en la primera semana. El 25 de enero de mismo año, la banda estrena los video musicales de "Rave-up Tonight", siendo este nominado a los Space Shower Music Video Awards a la categoría del mejor video, y "Step of Terror", donde el tema "Rave-up Tonight" fue seleccionado para el tema principal del juego Gundam Extreme VS. Maxi Boost.
En 2014, la canción "Virtue and Vice" fue seleccionada para ser el Opening del anime Gokukoku no Brynhildr, como también la canción "Thunderclap", fue seleccionada como tema de apertura para la 3.ª temporada del anime Sengoku Basara: End of Judgment. Ambas canciones, junto con "Rave-up Tonight", formaron parte de su 3er Álbum titulado "PHASE 2", el cual fue lanzado el 6 de agosto de 2014. El Álbum logró debutar en la posición n.º 4 en la tabla Oricon, con más de 21.978 copias vendidas en su primera semana de lanzamiento, junto con los videos musicales de "Virtue and Vice", "Swing It!!" y "Thunderclap", junto con el anuncio de su show en el Kobe World Memorial Hall, y 3 nuevas pistas de este Álbum tituladas "Never Say "Never", Evolution (Retake) y "Just Awake (Serph Remix)". 
El 5 de septiembre de 2014, la banda anunció un nuevo Maxi-Single limitado llamado "Let Me Hear", el cual fue lanzado el 7 de enero de 2015. Donde éste fue seleccionado para el Opening del anime Parasyte (Kiseijuu: Sei no Kakuritsu), por lo que su versión corta se pudo escuchar desde el 8 de noviembre de 2014. Poco después, antes de su lanzamiento, se filtró el PV o el vídeo musical completo de esta canción, el cual fue borrado de muchas páginas, ya que la banda no tenía la intención de mostrarlo antes de la versión Radio-Edit (la cual subieron el 29 de diciembre de 2014), y no fue hasta el 3 de marzo de 2015 que el video completo finalmente se estrenó, logrando la suma de 30.000.000 de visitas en la red social Youtube y con él, el nombre de su siguiente Maxi-Single limitado llamado "Starburst".
El 4 de marzo de 2015, la banda comenzó a dar detalles de su nuevo Maxi-Single limitado Starburst, el cual contaría con 2 pistas (Starburst y Struggle to Survive) y una edición limitada que viene con un Blu-ray de su concierto "First One Man Show 2014". El vídeo promocional de Starburst fue lanzado el 29 de abril de 2015 en su versión Radio Edit, y versión completa se estrenó 30 de junio.
Después del lanzamiento del video musical, el Maxi-Single fue lanzado el 13 de mayo de 2015 en sus formatos físico y digital.
Pocos días después del lanzamiento de "Starburst", la banda anunció en su sitio oficial el lanzamiento de un 4.º Álbum completo para otoño que incluirá los dos temas principales de sus Maxi-Singles: Let Me Hear y Starburst.
De este Álbum solo se sabía estos dos títulos, mientras que la banda constantemente estaba subiendo fotografías y expresiones sobre las sesiones de grabación a través de Twitter, que se están llevando a cabo en INNING Recording Studio, en Kanagawa Prefecture 251-0861, Japón.
El 12 de agosto de 2015, la banda informó la fecha de salida del 4.º Álbum, para el 30 de septiembre, y saca a luz un nuevo Video Promocional, esta vez de la nueva canción "Cast Your Shell", la cual sería usada para el videojuego "CLOSERS". 
El 16 de agosto se revela que el cuarto Álbum de Estudio tendría por nombre "Feeling of Unity". Luego de su esperada salida, se dieron a conocer las canciones que conformarían este Álbum. Hasta que finalmente, el Álbum se estrenó el 30 de septiembre del mismo año, logrando debutar en la posición n.º 2 en la tabla Oricon, donde la compañía vendió más de 21.573 copias en su primera semana de salida.
El 27 de abril de 2016, la banda anunció el estreno de su 2.º DVD titulado "The Animals in Screen Ⅱ", la cual contaría con la grabación de su show en el "Nippon Budokan" tras el lanzamiento de su 4.º Álbum, junto con el video musical de su canción "Party Boys".
El 8 de abril de 2017, luego de firmar con la discografía " Warner Music Japan", la banda anunció lo que sería un nuevo Single llamado "SHINE" el cual se lanzaría el 14 de junio de 2017 en formato físico y digital. Luego, el 26 de mayo de 2017, se lanzaría el tráiler del video musical de "SHINE" para luego lanzar la versión completa de ésta el 23 de junio de 2017. Luego del lanzamiento de "SHINE", el 11 de julio del mismo año, la banda lanzaría su nuevo video musical llamado "Return to Zero", y más tarde anunciarían el nombre de su 5.º Álbum titulado "New Sunrise", donde su fecha de lanzamiento sería el 25 de octubre de 2017. Seguido de eso, el 11 de octubre se lanzaría el video musical de "LLLD" (Limited Life, Limited Days), para más tarde lanzar el video musical de la canción "The Sun Also Rises",  para finalmente lanzar su 5.º álbum "New Sunrise" el 25 de octubre en formato físico y digital, el cual sería su 1.er Álbum de su nuevo estudio discográfico, donde éste logró alcanzar la posición n.º 5 en la tabla Oricon, vendiendo casi 17.000 copias en su primera semana. Como dato curioso del video de "LLLD", Minami tuvo que ver algunos videos del rapero " Eminem" como referencia para poder grabar sus partes de rap.
El 17 de diciembre de 2017, se anunciaría un nuevo Single llamado "Keep the Heat and Fire Yourself Up" que sería el encargado de ser el Opening del anime "Hakyuu Houshin Engi", para que luego el 12 de enero de 2018 se lanzaría la versión Opening de ésta. Luego, el 31 de enero de 2018 la banda lanzaría el video oficial de "Keep the Heat and Fire Yourself Up", llegando al ranking de la canción más escuchada en el 2018. El 30 de abril de 2018, la banda estrenó el video musical de "Treasure in Your Hands", el cual sería el segundo tema para el Opening del mismo anime, junto con el anuncio de que el 2 de mayo de 2018 se lanzaría su nuevo Single llamado "Greedy", donde este contaría con grabaciones del Tour de su 5.º Álbum.
El 30 de junio de 2018, se anunció en su página oficial que el Guitarrista Sxun dejaría la banda por circunstancias personales.
El 3 de septiembre de 2018, la banda anunciaría el lanzamiento de su nueva canción en su nuevo sistema de 5 miembros en formato Radio-Edit titulada "The Gong of Knockout", el cual sería el encargado de ser el Opening de la 2.ª temporada del anime "Baki", junto con ello el anuncio de se nuevo Tour titulado "Move Ahead Tour"
So Takeda y Minami Keisuke tuvieron una colaboración con Takanori Nishikawa en la canción "Be Affected", la cual sería seleccionada para ser el Ending del anime "Gakuen Basara".
El 16 de enero de 2019 se anuncia en su página oficial el lanzamiento de su 3er DVD titulado " The Animals in Screen Ⅲ", en formato físico y digital, la cual contaría con la grabación de su show en el "Makuhari Messe", tras el lanzamiento de su 5th Álbum, el cual sería el último show que tendría la banda junto a Sxun. Ese mismo día la banda anunció que el bajista Kei había fallecido de una insuficiencia cardíaca aguda en su casa, haciendo que la banda cancelara su nuevo tour, como también el estreno de su sexto álbum.
El 7 de junio de 2019 se realizó un concierto conmemorativo para el bajista Kei titulado "Thanks to You All", donde en ese mismo día la banda anunció que estrenarían el formato completo de "The Gong of Knockout", la cual fue la última canción que grabarían junto a Kei.
El 29 de junio de 2019 la banda anuncia en su página oficial a su nuevo Bajista llamado "Tetsuya", junto con el anuncio de su breve nuevo Tour titulado "Carry on FaLiLV", el cual será la forma de darle la bienvenida a Tetsuya.
El 4 de diciembre de 2019 a través de Warner Music Japan., la banda anuncia su nuevo Álbum titulado "HYPERTOUGHNESS", junto con el estreno de su nuevo MV de la canción "The Stronger, The Further You'll Be"

## Estilo musical
El estilo musical de la banda ha sido catalogado como electronicore, post-hardcore, metalcore, dance-metal y screamo.

## Miembros
Miembros actuales
- Minami –  gritos, rap, teclados, programación (2008-presente)
- Taiki –  guitarra rítmica (2008-presente); coros (2012-presente); guitarra líder (2018-presente)
- Tomonori –  batería, percusión (2008-presente)
- So –  voz limpia, gritos de coro, programación (2009-presente)
- Tetsuya –  bajo, coros (2019-presente)

Miembros antiguos
- Mashu –  bajo (2008-2013)

- Sxun –  guitarra líder, (2008-2018); voz limpia (2008-2009); coros (2009-2018)

- Kei –  bajo (2013-2019; su muerte); coros (2018-2019)

## Discografía

### Álbumes
| Portada | Título               | Detalles |
| ------- | -------------------- | --- |
|         | Dance & Scream       | - Lanzado: 24 de noviembre de 2010 - Sello: VAP - Formato: CD, descarga digital                                                         |
|         | All That We Have Now | - Lanzado: 8 de agosto de 2012 - Sello: VAP - Formato: CD, descarga digital                                                             |
|         | PHASE 2              | - Lanzado: 6 de agosto de 2014 - Sello: VAP - Formato: CD, descarga digital                                                             |
|         | Feeling of Unity     | - Lanzado: 30 de octubre de 2015 - Sello: VAP - Formato: CD, descarga digital                                                           |
|         | New Sunrise          | - Lanzado: 25 de octubre de 2017 - Sello: Warner Music Japan - Formato: CD, descarga digital                                            |
|         | HYPERTOUGHNESS       | - Lanzado: 4 de diciembre de 2019 (JP), 14 de enero de 2020 (Internacional) - Sello: Warner Music Japan - Formato: CD, descarga digital |

### Minialbum
| Portada | Título   | Detalles                                                                    |
| ------- | -------- | --------------------------------------------------------------------------- |
|         | NEXTREME | - Lanzado: 13 de julio de 2011 - Sello: VAP - Formato: CD, descarga digital |

### EPs
| Title                                       | Album details                                                           |
| ------------------------------------------- | ----------------------------------------------------------------------- |
| ～Burn the Disco Floor with Your "2-step"～ | - Lanzado: 25 de octubre de 2009 - Sello: ZESTONE RECORDS - Formato: CD |
| ～Entering the New World～                  | - Lanzado: 1 de enero de 2010 - Sello: ZESTONE RECORDS - Formato: CD    |
| ～Take Me Out/Twilight～                    | - Lanzado: 25 de mayo de 2010 - Formato: CD                             |

### Singles
| Portada | Título                  | Detalles                                                                                   |
| ------- | ----------------------- | ------------------------------------------------------------------------------------------ |
|         | Just Awake              | - Lanzado: 11 de enero de 2012 - Sello: VAP - Formato: CD, descarga digital                |
|         | Just Awake/Acceleration | - Lanzado: 23 de julio de 2012 - Sello: VAP - Formato: CD, descarga digital                |
|         | Rave-up Tonight         | - Lanzado: 15 de enero de 2013 - Sello: VAP - Formato: CD, descarga digital                |
|         | Let Me Hear             | - Lanzado: 7 de enero de 2015 - Sello: VAP - Formato: CD, descarga digital                 |
|         | Starburst               | - Lanzado: 13 de mayo de 2015 - Sello: VAP - Formato: CD, descarga digital                 |
|         | SHINE                   | - Lanzado: 14 de junio de 2017 - Sello: Warner Music Japan - Formato: CD, descarga digital |
|         | Greedy                  | - Lanzado: 2 de mayo de 2018 - Sello: Warner Music Japan - Formato: CD, descarga digital   |

### Demos
- My Dear Lady, Will You Dance With Me Tonight?" (Demo )-2008
- Scorching Epochal Sensation (demo) –  2008
- Take Me Out / Twilight Rough Edits (Demo) 2008

### Singles
| Title                     | Album details                                                                      |
| ------------------------- | ---------------------------------------------------------------------------------- |
| The Animals in Screen     | - Lanzado: 26 de junio de 2013 - Sello: VAP - Formato: DVD, Blu-ray                |
| The Animals in Screen II  | - Lanzado: 27 de abril de 2016 - Sello: Warner Music Japan - Formato: DVD, Blu-ray |
| The Animals in Screen III | - Lanzado: 16 de enero de 2019 - Sello: Warner Music Japan - Formato: DVD, Blu-ray |

| Year | Song                                      | Full Album                          |
| ---- | ----------------------------------------- | ----------------------------------- |
| 2009 | "Burn the Disco Floor with Your 2-Step!!" | Dance & Scream                      |
| 2010 | "Evolution～Entering the New World～"     | Evolution～Entering the New World～ |
| 2010 | "Take Me Out!! / Twilight"                | Dance & Scream                      |
| 2012 | "Just Awake"                              | All That We Have Now                |
| 2012 | "Just Awake/Acceleration"                 | All That We Have Now                |
| 2014 | "Rave-up Tonight"                         | Phase 2                             |
| 2015 | "Let Me Hear"                             | Feeling Of Unity                    |
| 2015 | "Starburst"                               | Feeling Of Unity                    |
| 2017 | "SHINE"                                   | New Sunrise                         |

### Videos musicales
| Año  | Canción                               | Álbum                     |
| ---- | ------------------------------------- | ------------------------- |
| 2010 | "Stray in Chaos"                      | Dance & Scream            |
| 2010 | "Love at First Sight"                 | Dance & Scream            |
| 2011 | "Chase the Light!"                    | Nextreme                  |
| 2011 | "Jump Around"                         | Nextreme                  |
| 2011 | "Shake Your Body"                     | Nextreme                  |
| 2012 | "Just Awake (English version)"        | Just Awake / Acceleration |
| 2012 | "Crossover"                           | All That We Have Now      |
| 2012 | "Scream Hard as You Can"              | All That We Have Now      |
| 2012 | "Ley-Line"                            | All That We Have Now      |
| 2013 | "Step of Terror"                      | Rave-up Tonight           |
| 2014 | "Rave-up Tonight"                     | Phase 2                   |
| 2014 | "Virtue and Vice"                     | Phase 2                   |
| 2014 | "Thunderclap"                         | Phase 2                   |
| 2014 | "Swing It!!"                          | Phase 2                   |
| 2014 | "Let Me Hear"                         | Feeling of Unity          |
| 2015 | "Starburst"                           | Feeling of Unity          |
| 2015 | "Cast Your Shell"                     | Feeling of Unity          |
| 2015 | "Party Boys"                          | Feeling of Unity          |
| 2017 | "SHINE"                               | New Sunrise               |
| 2017 | "Return to Zero"                      | New Sunrise               |
| 2017 | "LLLD"                                | New Sunrise               |
| 2017 | "The Sun Also Rises"                  | New Sunrise               |
| 2018 | "Keep the Heat and Fire Yourself Up"  | Greedy                    |
| 2018 | "Treasure in Your Hands"              | Greedy                    |
| 2019 | "The Stronger, the Further You'll Be" | Hypertoughness            |
| 2019 | "Massive Core"                        | Hypertoughness            |
| 2020 | "The Gong of Knockout"                | Hypertoughness            |